# Agrostis holciformis
Agrostis holciformis é uma espécie de gramínea do gênero Agrostis, pertencente à família Poaceae.